# Akwa Ibomstadion
Het Akwa Ibomstadion is multifunctioneel stadion in Uyo, de hoofdstad van de Nigeriaaanse staat Akwa Ibom. Dit stadion heette eerst het Akwa Ibom International Stadium.
In dit stadion speelt het nationale elftal van Nigeria ('Super Eagles') zijn thuiswedstrijden, als spelen zij ook in andere stadions. Behalve voetbalwedstrijden worden hier ook culturele en religieuze activiteiten gehouden. Het stadion is ontworpen door het bedrijf Julius Berger en de bouw werd afgerond in 2014. Er kunnen 30.000 mensen in. Gouverneur Udom Gabriel Emmanuel heeft bepaald dat het stadion van naam moest veranderen. De volledige naam van het stadion werd Godswill Obot Akpabio International Stadium, vernoemd naar een Nigeriaanse politicus, Godswill Akpabio.